# Xã Stoney Brook, Quận St. Louis, Minnesota
Xã Stoney Brook (tiếng Anh: Stoney Brook Township) là một xã thuộc quận St. Louis, tiểu bang Minnesota, Hoa Kỳ. Năm 2010, dân số của xã này là 332 người.